# Zhǐguān
Il termine cinese zhǐguān (止觀, Wade-Giles: chih-kuan, coreano: Chigwan, giapponese: shikan), a cui si fa riferimento in questa voce, è composto da 止 (pinyin zhǐ, sanscrito śamatha, coreano chi, giapponese shi) che in italiano si può tradurre come calma concentrazione e 觀 (pinyin guān, sanscrito vipaśyanā, coreano gwan, giapponese kan) che in italiano si può tradurre come discernimento. Il termine cinese 止觀 si riferisce alla tecnica meditativa indiana del śamatha-vipaśyanā così come insegnata nella scuola buddista cinese Tiāntái (天台宗, giapp. Tendai, cor. Cheontae) le quali a loro volta fanno particolare riferimento alle opere Móhē Zhǐguān (摩訶止觀, Grande trattato di calma e discernimento, giapp. Maka Shikan, T.D. 1911) e Tóngméng Zhǐguān (童蒙止觀, Trattato di calma e discernimento per principianti; in giapponese 小止観 Shō Shikan, Piccolo trattato di calma e discernimento; T.D. 1915) di Zhìyǐ (智顗, 538-597) dove questa pratica meditativa viene descritta.
Riccardo Venturini evidenzia come i caratteri cinesi che compongono il termine zhǐguān, ovvero 止觀, rappresentino: 
- 止 un piede fermo il quale indica il 'fermarsi', si ferma 'il corso dei pensieri erronei' promuovendo la stabilizzazione e la concentrazione della mente;
- 觀 si compone di due caratteri: 見 indica il 'vedere', il 'guardare', mentre 雚 disegna un uccello particolare dell'ordine dei Ciconiformi che indica una visione panoramica di insieme e quindi complessivamente questi due caratteri suggeriscono di guardare i particolari differenti ma in una visione di insieme, e «nel nostro contesto - spiega Venturini - il cogliere le differenze tra i fenomeni mediante la meditazione analitica o discernimento, vedendoli come né esistenti, né non esistenti, ma dotati, in virtù di determinate cause e condizioni, di una esistenza simile a quella di un sogno.»

## Gli obiettivi
Lo zhǐguān permetterebbe, secondo le scuole Tiāntái e Tendai, di penetrare la Triplice verità (圓融三諦 Yuánróng sāndì, giapp. enyū santai) e raggiungere l'illuminazione (sans. bodhi, (cin. 菩提 pútí, giapp. bodai) ) risolvendo tutte le ambiguità della propria presenza nel mondo senza dover rinviare tale risposta ad una divinità trascendente (sans. deva, cin. 天神 tiānshén, giapp. tenjin; critica già operata dal Buddismo dei Nikāya); senza dover rifuggire il mondo delle "illusioni" e della vita ordinaria (sans. saṃsāra, cin. 世間 shìjiān, giapp. seken; critica nei confronti del Buddismo Hīnayāna) e senza dover contemplare la vacuità della "Verità assoluta" (sans. paramārtha-satya o śūnyatā-satya, cin. 空諦 kōngdì, giapp. kūtai) rinunciando alla propria soggettività (critica ad alcune scuole del Mahāyāna).
Lo zhǐguān prevede l'applicazione costante e coordinata dei suoi due aspetti (śamatha e vipaśyanā) in quanto, sostiene Zhìyǐ:
(Zhìyǐ. Tóngméng Zhǐguān 童蒙止觀)
Quindi secondo Zhìyǐ bisogna praticare il śamatha-vipaśyanā (zhǐguān) insieme:
(Zhìyǐ. Tóngméng Zhǐguān 童蒙止觀)
Inoltre lo «zhǐguān - avverte Zhìyǐ- è facile da predicare ma molto difficile da praticare».

## La pratica

### Le Cinque precondizioni
Per poter correttamente praticare lo zhǐguān occorre, secondo le scuole Tiāntái e Tendai innanzitutto soddisfare cinque precondizioni:
- Osservare la disciplina morale e i suoi precetti (pāramitā śīla, 戒 cin. jiè, giapp. kai)[5].
- Procurarsi in modo corretto cibo e vestiti.
- Poter avere del tempo da trascorrere in un luogo tranquillo.
- Abbandonare le attività che ci agitano o ci legano in modo incontrollato agli altri.
- Procurarsi delle amicizie e che ci aiutano lungo la Via.

### Sradicare le cinque brame
Soddisfatte queste precondizioni occorre estirpare, durante la pratica dello zhǐguān, i cinque appetiti (sans. tṛṣṇā, 愛 cin. ài, giapp. ai):
- L'appetito della forma (brama delle forme sessuali o degli oggetti preziosi).
- L'appetito dei suoni (brama di suoni piacevoli, melodie, musiche).
- L'appetito dell'odore (brama dei profumi dei corpi, dei cibi, delle bevande, dei profumi seducenti).
- L'appetito del sapore (brama di cibo o di bevande, di leccornie).
- L'appetito del tatto (brama di contatto con corpi, brama della freschezza o del calore).

Sostiene Zhìyǐ su queste cinque brame:
(Zhìyǐ, Tóngméng Zhǐguān 童蒙止觀, 2)
Queste brame sono dunque di ostacolo alla pratica dello zhiguan.

### Rimuovere le cinque nebbie mentali
Rimossi i cinque appetiti occorre rimuovere le cinque nebbie mentali:
- La nebbia mentale di chi cerca l'illuminazione e così facendo produce pensieri senza limiti e inutili sforzi.
- La nebbia dell'odio che porta alla collera, al risentimento, alla rivalsa.
- La nebbia del sonno e del torpore che porta a rilassarsi e ad addormentarsi.
- La nebbia dell'irreqiuetezza che ci fa parlare e muovere spesso senza un vero scopo e del senso di colpa per gli errori commessi.
- La nebbia del dubbio: il dubbio sulle proprie qualità, su quelle del maestro e sull'insegnamento stesso.

Alla domanda del perché citare solo queste cinque nebbie quando ci sono molti generi di male, Zhìyǐ risponde:
(Zhìyǐ, Tóngméng Zhǐguān 童蒙止觀, 3)

### La regolazione del cibo, del corpo, del respiro e della mente
Dopo aver regolato tutte queste condotte e prima di sedersi in meditazione occorre che il praticante faccia voto solenne di liberare tutti gli esseri senzienti, cercando di perfezionare tutti gli insegnamenti e raggiungere la Realtà. Dopo questi intendimenti deve regolare:
- Il cibo che deve nutrire il corpo, regolandone la quantità e la qualità in modo appropriato.
- Il corpo facendo attenzione a calmarlo prima di assumere la postura che, sempre secondo Zhìyǐ:

(Zhìyǐ, Tóngméng Zhǐguān 童蒙止觀, 4)
Va notato come questo testo sia stato più volte ripreso, adattandolo, in numerosi testi sia del Buddismo Chán che di quello Zen, come peraltro hanno osservato gli studiosi statunitensi Richard R. Robinson e Williard L. Johnson:
(Richard R. Robinson e Williard L. Johnson. The Buddhist Religion - A Historical Introduction, Wadsworth Publishing Company, USA, 1997, Cap. 8,5,1 (it. La religione buddista - Una introduzione storica, Ubaldini, Roma 1998))
- Il respiro il cui suono non si deve udire, che non deve essere affannoso, che non deve essere condizionato ma calmo e leggero immaginando che entri ed esca da tutti i pori liberamente e agevolmente.
- La mente che non deve vagare nel mondo esterno ma che non si deve nemmeno assopire, regolando costantemente la postura e il respiro.

### Le Cinque opportune norme di comportamento
Occorre quindi rispettare cinque condizioni:
- Evitare i pensieri 'mondani' aprendo, per mezzo del dhyāna (la concentrazione) e della prajñā (la saggezza), le porte del Dharma. Occorre per questo fare un '"voto" di amore nei confronti del Dharma.
- Possedere lo zelo necessario per evitare di ricadere nelle condotte passate sbagliate:

(Zhìyǐ. Tóngméng Zhǐguān 童蒙止觀, 5)
- Ricordarsi che il mondo è ingannevole mentre il dhyāna e la prajñā sono degne di rispetto.
- Discernere la 'felicità' di questo mondo dalla beatitudine del dhyāna-prajña.